# Диффузное отражение

Диффузное и зеркальное отражения

Диффузное отражение от неровной поверхности

Механизм диффузного отражения в оптически неоднородном твёрдом теле

Диффу́зное отраже́ние (от лат. diffusio «распространение, растекание, рассеивание; взаимодействие») — это отражение светового потока, падающего на поверхность, при котором отражение происходит под углом, отличающимся от падающего и лежащим не обязательно в плоскости падающего луча и нормали к поверхности (зеркальное отражение).

## Возникновение диффузного отражения
Диффузным отражение становится в том случае, если неровности поверхности имеют порядок длины волны (или превышают её) и расположены беспорядочно. Критерием неровности поверхности по отражению является критерий Рэлея:
{\displaystyle h<{\frac {\lambda }{8\cos \phi }},}
где {\displaystyle h} — высота неровностей;
{\displaystyle \lambda } — длина волны падающего света;
{\displaystyle \phi } — угол падения на поверхность.
Одна и та же поверхность может быть матовой, диффузно-отражающей для видимого или ультрафиолетового излучения, но гладкой и зеркально-отражающей для инфракрасного излучения. В случае смешанного отражения света часть излучения отражается зеркально, а часть — диффузно.
Возможно диффузное отражение и от гладких поверхностей, если в прозрачной среде материала поверхности имеются центры рассеивания света — неоднородности, например, полированный белый мрамор или поверхность молока.
В астрономии численно характеризуется коэффициентом отражения небесных несамосветящихся тел относительно абсолютно белого тела, коэффициент отражения от которого принимается за 1, называющимся альбедо.